# Пац, Станислав
Станислав Пац (пол. Stanisław Pac; 1703 — 3 декабря 1826, Сатанов, Городокский район, Хмельницкая область) — польский шляхтич, врач, учёный, долгожитель (прожил 123 года). Представитель рода Пацев.

## Биография
Закончил два университета — в Польше и Германии.
Долго путешествовал по странам Востока и Америки, в Египте изучал секреты древних врачей.
На протяжении многих лет был лейб-медиком последнего польского короля Станислава Августа Понятовского.
В 1795 году 92-летний С. Пац оставил Краков и поселился в пожалованном королём усадьбе в Сатанове, продолжил свои научные исследования.
Как отметил местный краевед Владимир Соха, в XIX веке дом С. Паца был одной из главных достопримечательностей городка (не сохранился). Дом был построен из белого тёсаного карпатского камня, привезенного из Галиции. Он отличался своеобразной архитектурой — имел 4 этажа, причём только один, украшенный резьбой по камню, поднимался над поверхностью. Такая конструкция объяснялась тем, что среди научных интересов Паца была проблема акклиматизации зверей. Именно в трёх подземных этажах он устроил вольеры для животных, привезенных со всего мира, в частности с тропиков. Результаты своих наблюдений Пац публиковал в польских научных журналах. Зверинец учёного был одним из первых на территории Польши.
Местные жители часто обращались к Пацу за медицинской помощью. Глубокое уважение крестьян к врачу сочеталась с мистическим ужасом перед человеком, которому приписывали чернокнижничество и дружбу с дьяволом. Чудотворные исцеления, странный дом и невероятно долгая жизнь его хозяина в глазах простых людей были красноречивым подтверждением этому.